# De Le Hoye

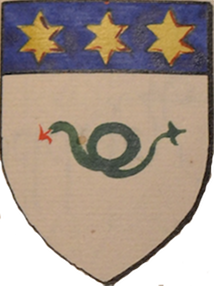
Wapen van de familie De Le Hoye of De Lehoye

De Le Hoye, ook De Lehoye of De Le Hoye de La Potte, is een Zuid-Nederlandse en Belgische adellijke familie.

## Geschiedenis

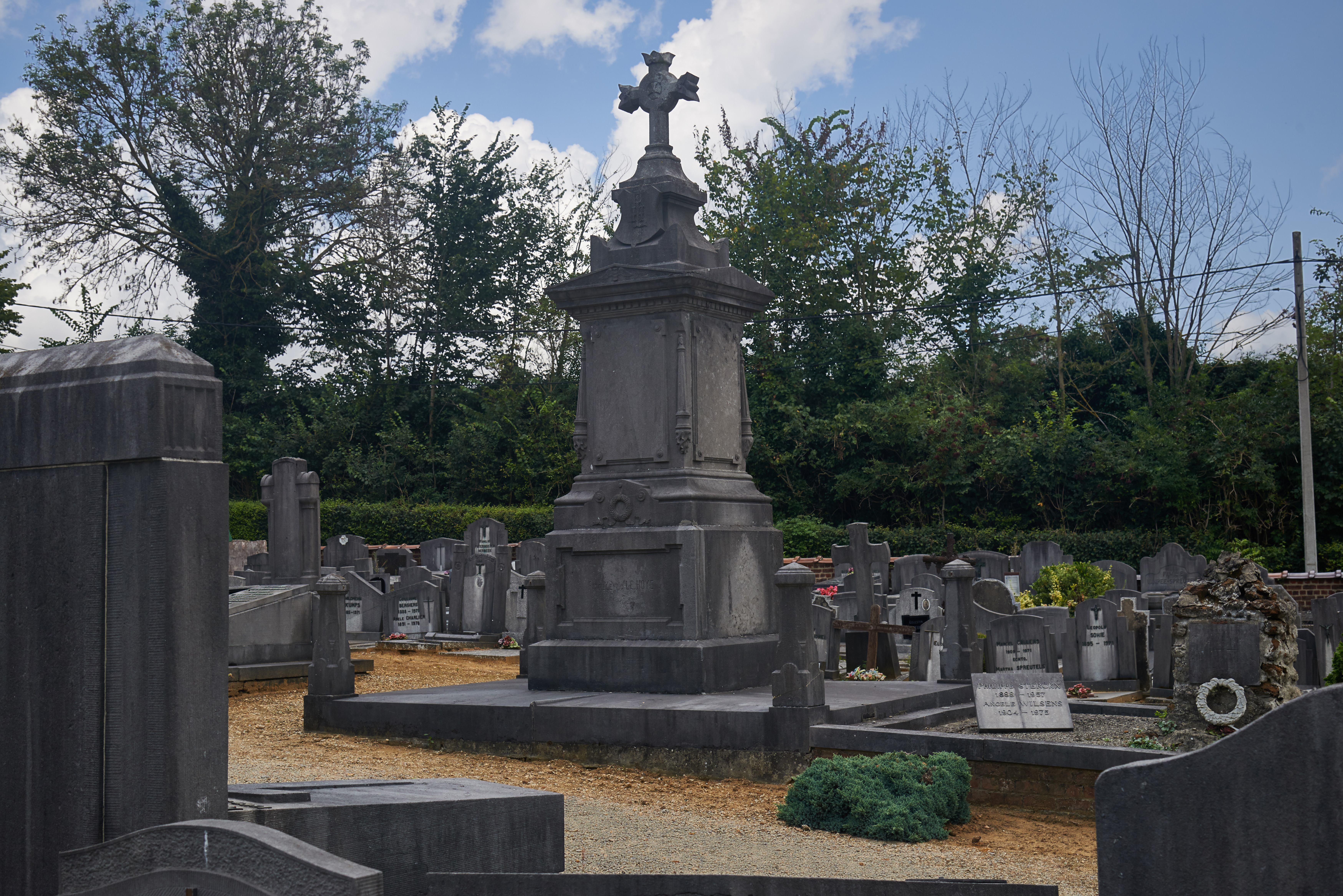
Familiegraf De Le Hoye in Overijse

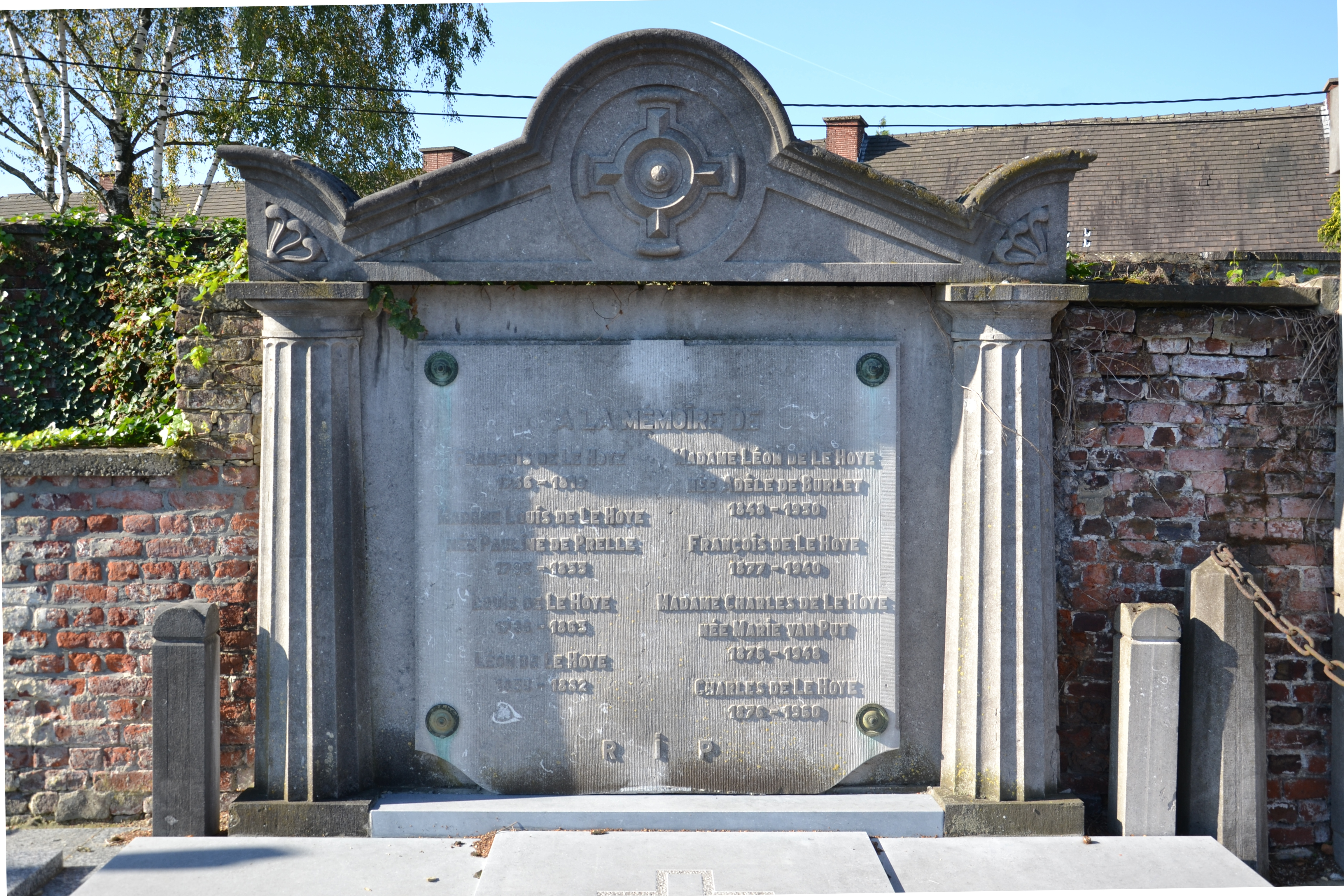
Familiegraf De Le Hoye in Nijvel

- In 1782 werd door keizer Jozef II erfelijke adel verleend aan Maurice de Le Hoye de La Potte (zie hierna) en aan zijn broer François de Le Hoye (vader van Maurice en Louis hierna).

## Genealogie
- Louis Le Hoye (1716-1770), licentiaat in de rechten, baljuw, ontvanger en maire van Eigenbrakel, x Philippine Raymond (1720-1774)
  - Maurice de Le Hoye (zie hierna)
  - François de Le Hoye (1756-1819), x Caroline de Cartier (1755-1787)
    - Maurice de Lehoye (zie hierna)
    - Louis de Le Hoye (zie hierna)

## Maurice de Le Hoye
Maurice Joseph Jacques Ghislain de Le Hoye (Namen, 25 juli 1754 - Mozet, 26 januari 1829), licentiaat in de rechten, heer van La Potte, burgemeester van Mozet, na de in 1782 bekomen adelsverheffing tijdens de revolutie te hebben verloren, werd in 1825, onder het Verenigd Koninkrijk der Nederlanden en onder de naam de Lehoye de La Potte, opnieuw in de adel erkend. Hij trouwde in 1791 met Marie Bivort (1772-1840). Ze kregen zeven kinderen, maar zonder verdere afstammelingen. In 1866 was deze familietak uitgedoofd.

## Maurice de Lehoye
Maurice François  Ghislain de Lehoye (naam aldus geschreven na vonnissen in Namen en Brussel) (Namen, 21 januari 1783 - Brussel, 21 maart 1865) werd in 1825, onder het Verenigd Koninkrijk der Nederlanden, in de adel erkend, maar hij lichtte het diploma niet zodat de benoeming werd geannuleerd. In 1851 bekwam hij dan toch opnieuw erkenning in de erfelijke adel. Hij trouwde in 1822 met Cornélie Cogels (1789-1866). Ze kregen drie kinderen, maar in 1871 was deze familietak uitgedoofd. Hij restaureerde het kasteel van IJse.

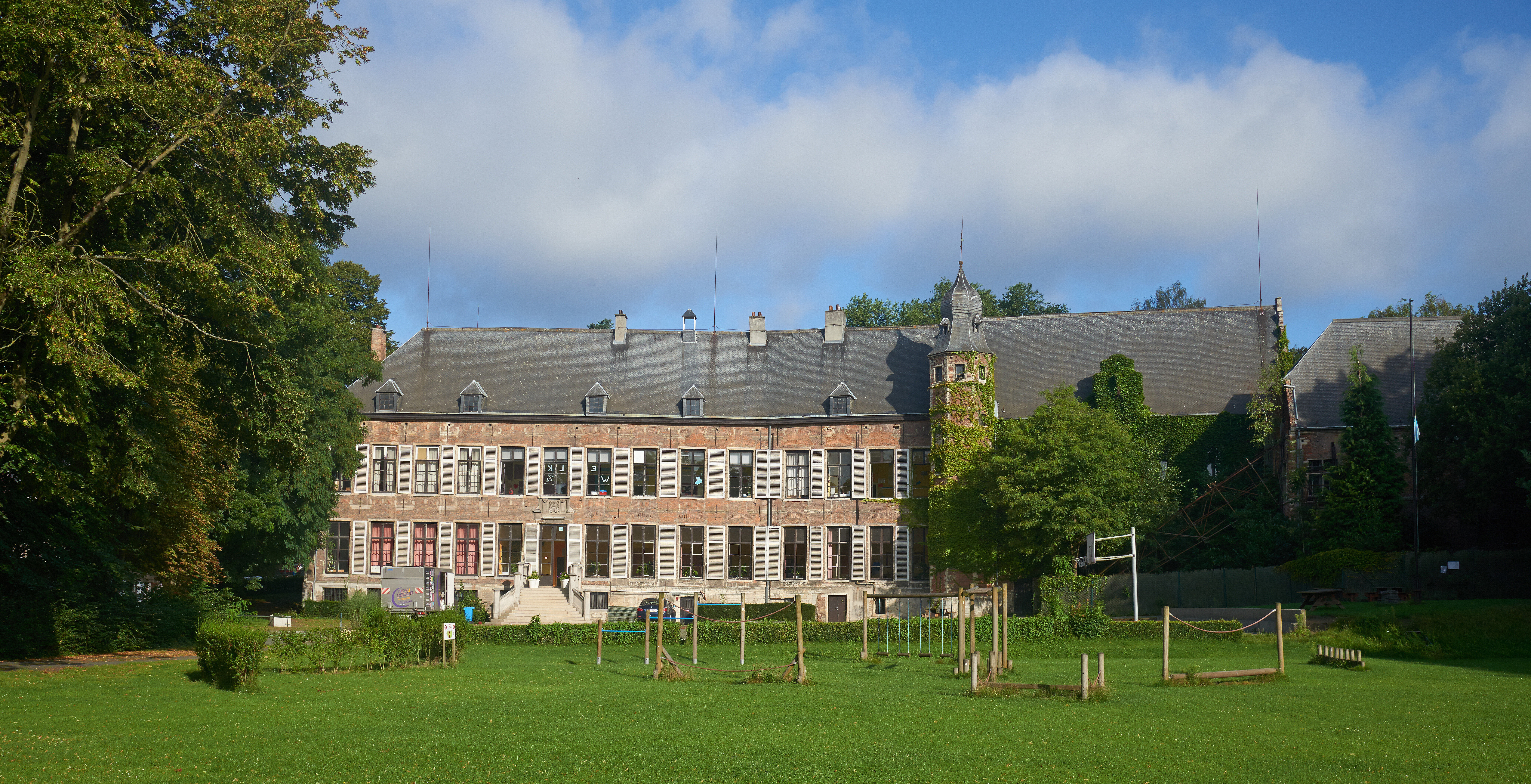
Kasteel van IJse in Overijse

## Louis de Le Hoye
- Louis Joseph Ghislain de Le Hoye (Namen, 5 oktober 1786 - Nijvel, 24 november 1863) werd in 1825, onder het Verenigd Koninkrijk der Nederlanden, erkend in de erfelijke adel. Hij was doctor in de rechten en voorzitter van de rechtbank van eerste aanleg in Nijvel. Hij werd ook volksvertegenwoordiger. 
  - Emile de Le Hoye (1818-1894) werd raadsheer aan het hof van beroep in Brussel. Hij trouwde met zijn nicht Mathilde de Lehoye (1824-1852) en hertrouwde met haar zus Louise de Lehoye (1822-1873). Hij kreeg één kind uit het eerste en acht kinderen uit het tweede bed. Twee zoons hebben afstammelingen tot heden.